# Dionysius von Vienne
Dionysius von Vienne († 193 in Vienne) war Bischof von Vienne, Märtyrer und Heiliger.
Dionysius war griechischer Herkunft. Der Überlieferung nach war er der Nachfolger des Justus als Bischof von Vienne und hatte dieses Amt seit 177 inne. Unter Kaiser Septimius Severus erlitt er dann das Martyrium. Möglich ist aber auch eine deutlich spätere Datierung; als Nachfolger des Dionysius im Bischofsamt gilt Paracodus, dessen Nachfolger, Verus II., wiederum Anfang des 4. Jahrhunderts belegt ist.
Gedenktag des Heiligen ist der 8. Mai.